# Nouriel Roubini
Nouriel Roubini (født 29. marts 1959) er professor i økonomi ved Stern School of Business, New York University og bestyrelsesformand for RGE Monitor, et konsulentfirma i økonomi. Han er ved siden af Nobelpris-modtageren i 2013 Robert Shiller nok den mest fremtrædende af de ganske få økonomer, som præcist forudså den globale økonomiske krise.

## Baggrund og karriere
Han blev født i Istanbul af iransk- jødiske forældre. Familien flyttede til Teheran i Iran da han var to år gammel. Han boede derefter i Israel og Italien, hvor han gik i gymnasiet og flyttede siden til USA" Han er amerikansk statsborger og taler flydende engelsk, farsi, italiensk og hebræisk.
- Studerer i et år ved Det hebraiske universitet i Jerusalem.
- Modtager sin  B.A. summa cum laude i økonomi fra  Bocconi Universitetet (Milano) (1982).
- Ph.d i international økonomi fra Harvard University (1988). Ifølge hans akademiske rådgiver Jeffrey Sachs var han usædvanlig talentfuld både i matematik og intuitativ forståelse af økonomiske institutioner.[1]
- Forsknings- og undervisningsvirksomhed ved Yale-universitetet og  arbejder samtidig for
- IMF, Federal Reserve og Verdensbanken. Mange af hans tidlige studier var rettet mod vækstøkonomier, og økonomiske sammenbrud dér, og dette hjalp ham til at spotte den lurende katastrofe i USA. Som han sagde: "Jeg har studeret emerging markets i 20 år og så de samme tegn i USA, som jeg så hos dem: vi er i en kredit-boble."

- Senior-økonom i Council of Economic Advisers under Præsident Bill Clinton’s administration (1998-99).
- Senior-rådgiver for 'Under Secretary for International Affairs'; Director of the Office of Policy Development and Review (U.S. Treasury)  (1999-00).
- Senior-rådgiver i Finansministeriet for Timothy Geithner, som nu er Finansminister (2000-01).
- Professor i økonomi ved Stern School of Business New York University og
- Bestyrelsesformand for RGE Monitor, et konsulentfirma i økonomi.

Som noget af en økonomisk profet skrev han allerede i 2005: "Huspriserne rider på en spekulativ bølge, som snart vil vælte økonomien". Den gang blev han kaldt en sortseer. Nu en  Kassandra og et orakel." I September 2006 meddelte han et skeptisk IMF, at en økonomisk krise var på vej. "I de kommende måneder og år, vil Amerikas Forenede Stater med stor sikkerhed stå overfor en once-in-a-lifetime styrtdyk i huspriserne, et oliechok, stærkt forværret forbrugertillid og en dyb recession," ifølge New York Times. Han forudså præcist "husejere som ikke kan betale deres afdrag, billioner af dollars af afdrags-baserede kautioner som falder fra hinanden over hele verden og et globalt finansielt system som  ryster i sin grundvold for siden at gå helt i stå,"  og New York Times kaldte ham derfor "Doktor Sammenbrud." Siden har IMF-økonomen Prakash Loungani kaldt ham for "en profet," og næstformand for bestyrelsen i forsikringsselskabet AIG sagde: "Roubini var intellektuel modig, og han fik jo ret."
Fordi hans beskrivelser af den aktuelle økonomiske krise har vist sig at være så præcise, er han i dag en fremtrædende figur i den amerikanske og internationale debat om økonomien. Prospect Magazine stemte ham i januar 2009 ind på en andenplads over verdens 100 største nulevende offentlige intellektuelle " Han har for nylig haft forertræde for Kongressen, Council on Foreign Relations og ved World Economic Forum i Davos. Efter han er blevet en efterspurgt rådgiver, går meget af hans tid med møder med centralbanks-guvernører og finansminstre i Europa og Asien."

## Aktuelle forudsigelser
I januar 2009 var han fortsat pessimistisk mht. USA's og verdens økonomi. Han siger: "Vi har et subprime finansielt system, ikke et subprimemarked for huslån". Og skønt han ikke tror, at USA er i fare for en ny Depression, så regner han med, at det bliver den værste recession siden 1940'erne. I et globalt perspektiv, skiver han:  "Idet USA's økonomi trækker sig sammen, vil hele den globale økonomi gå ind i recession. I Europa, Canada, Japan og de andre udviklede økonomier vil det blive alvorligt. Men de emerging market-økonomier, som er forbundne med den udviklede verden gennem handel med varer, finans og valuta, vil heller ikke gå fri."
Hans pessimisme er på kort sigt, snarere end på langt sigt. I Foreign Policy-magasinet (Jan/Feb 2009), skriver han: "Sidste års worst-case scenarios  skete. Den globale finansielle pandemi, som jeg og andre havde advaret mod, er nu over os. Men vi er stadig kun i de indledende stadier af denne krise. Mine forudsigelser for det kommende år er, desværre, endnu mere alvorlige: Boblerne – og der var mange – er kun lige begyndt at briste". Han konkluderer:'"Det vil blive et smertefuldt år. Kun en meget aggressiv, koordineret og effektiv handling af politikerne vil sikre at 2010 ikke vil blive endnu værre, end 2009 ser ud til at blive." 
På en konference i Dubai den 20. januar 2009 sagde han:'"Jeg har fundet ud af, at kredittabene kan nå op på 3,6 billioner $ for amerikanske institutioner; halvdelen er banker og mæglere. Hvis det er sandt, betyder det, at USA's banksystem i realiteten er insolvent, fordi det som udgangspunkt kun har en kapital på 1,4 billion $. Dette er en krise i selve bank-systemet.... Problemerne som Citi, Bank of America og andre har, lader antyde at systemet er bankerot. I Europa er det samme sag."  
I marts 2009 opdatede Roubini sin forudsigelse angående den amerikanske økonomi: nedgangen vil sikkert vare to eller tre år med mulighed for samme L-formede bedring, som Japan gennemgik under det såkaldte 'Tabte Tiår' [i 1990'erne]
Kina
Roubini mødtes med kinesiske embedsmænd i foråret 2009 og pegede på, at mange kinesiske kommentatorer beskylder amerikansk "overbelåning og udskejelser" for at have trukket dem med ind i en recession. Men, konstaterede han, "på den anden side forstår de, at det er de selvsamme udskejelser, som har skabt et marked for kinesisk eksport". Han tilføjede, at selv om kinesiske ledere gerne ville være mindre afhængige af amerikanske forbrugere og hader at have så mange af deres lands udenlandske midler bundet i amerikanske dollar, så er de i øjeblikket mere optaget af at holde kinesiske eksportører i gang. . . . Jeg tror ikke, at selv de kinesiske myndigheder helt har forstået modsigelsen i deres position."

## Bøger
- Political Cycles and the Macroeconomy' (med Gerald D.Cohen) – 1997
- Bailouts or Bail-ins? Responding to Financial Crises in Emerging Economies(med Brad Setzer) – 2004
- New International Financial Architecture (redigeret af Marc Uzan) – 2006